# Alejandro García (football)
Alejandro García, plus connu sous le nom d'Alex García (né le 26 février 1961 à Monterrey au Mexique) est un joueur de football international mexicain, qui évoluait au poste de gardien de but.

## Biographie

### Carrière en sélection
Avec l'équipe du Mexique, il joue cinq matchs (pour aucun but inscrit) en 1993. 
Il figure dans le groupe des sélectionnés lors de la Gold Cup de 1993 remportée par son équipe.
Il participe également à la Copa América de 1993, où son équipe atteint la finale.

## Palmarès
| Club América \| - Championnat du Mexique (1) : - Champion : 1988-89. - Supercoupe du Mexique (1) : - Vainqueur : 1989. \| \| - Coupe des champions (2) : - Vainqueur : 1990 et 1992. - Copa Interamericana (1) : - Vainqueur : 1991. \| |  | Mexique - Gold Cup (1) : - Vainqueur : 1993. - Copa América : - Finaliste : 1993.                       |
| - Championnat du Mexique (1) : - Champion : 1988-89. - Supercoupe du Mexique (1) : - Vainqueur : 1989. |  | - Coupe des champions (2) : - Vainqueur : 1990 et 1992. - Copa Interamericana (1) : - Vainqueur : 1991. |